# Jan Coenraad Duuring
Jan Coenraad Duuring (Rotterdam, 13 januari 1779 - Breukelen-Nijenrode, 5 december 1834) was een Nederlands militair. Kolonel Duuring stond in hoog aanzien bij Napoleon en vocht mee in diens veldtocht naar Rusland en zorgde voor Napoleons aftocht bij de Slag bij Waterloo.
Hij werd benoemd tot ridder in het Legioen van Eer en was voorvader van verzetsstrijder Gilles Pieter Duuring.
Duuring begon zijn carrière in het Bataafse leger. In 1802 diende hij bij de infanterie in Nederlands-Indië. In 1806 keerde hij met zijn bataljon terug in Nederland waarna hij officier werd in het koninklijk leger van koning Lodewijk Napoleon Bonaparte. In 1810 werd zijn regiment bij de Keizerlijke Garde van Napoleon ingelijfd. Daarna vocht Duuring mee in enkele veldtochten van Napoleon. Hij speelde een belangrijke rol in de aftocht van Napoleon bij Waterloo alwaar hij het laatste carré Jagers van de Keizerlijke Oude Garde leidde dat de aftocht van Napoleon moest dekken. In dit carré bevond Napoleon zich geruime tijd, alvorens hij zijn soldaten moest verlaten om naar Parijs te rijden. Daarmee was het dus een Nederlander en niet een Fransman die het laatste intact zijnde bataljon van de Keizerlijke Garde leidde.
Na de terugkeer van de monarchie van de Bourbons moest hij het Franse leger verlaten. 